# E. Marinella
E. Marinella es una empresa italiana de corbatas fundada por Eugenio Marinella en 1914 en Nápoles.

## Historia
En 1914, Eugenio Marinella abrió una tienda en Nápoles. En la década de 1980, el nombre Marinella comenzó a salir de las fronteras italianas gracias al Presidente de la República Francesco Cossiga, que adquirió el hábito de traer una caja con cinco corbatas Marinella de presente para los jefes de Estado en sus visitas oficiales.

## Clientela
Políticos como Bill Clinton, Boris Yeltsin, Silvio Berlusconi, Jacques Chirac y Hosni Mubarak usaron corbatas de Marinella, como el rey Juan Carlos, el príncipe Charles, Gianni Agnelli y Alberto II, príncipe de Mónaco.

## Productos
Además de corbatas, a E. Marinella también vende bolsas, relojes, colonias, accesorios y abotoaduras masculinas. Su línea de productos femeninos incluye bolsas, pañuelos, perfumes y accesorios.